# Pfanzeltplatz

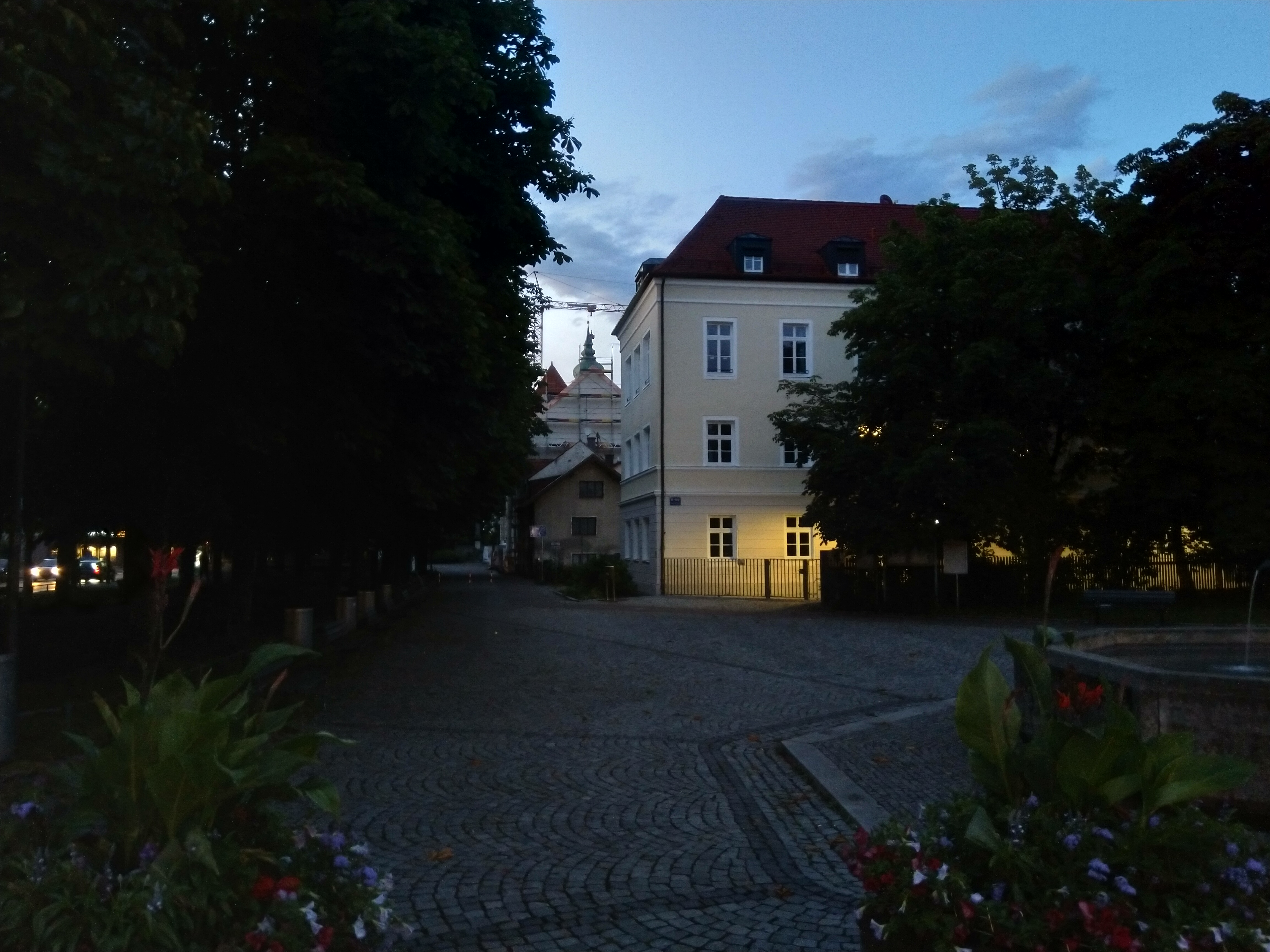
Pfanzeltplatz (abends, Ansicht aus dem Süden). Rechts der Geschichtsbrunnen, links der Hachinger Bach, im Hintergrund Spitze des Kirchturms von St. Michael

Der Pfanzeltplatz ist das Zentrum des ehemaligen Dorfes Perlach, das heute Teil des Münchner Stadtbezirkes Ramersdorf-Perlach ist.

## Beschreibung
Für den gesamten Platz besteht Ensembleschutz und einige Gebäude sind denkmalgeschützt (siehe Baudenkmäler in Perlach).
Der Pfanzeltplatz liegt im Unterdorf und ist benannt nach Martin Pfanzelt (* 25. April 1825; † 24. August 1912), der von 1869 bis 1912 Perlacher Pfarrer war (außerdem kgl. geistl. Rat, Dekan, Distriktsschulinspektor und Ehrenbürger der Gemeinde Perlach).

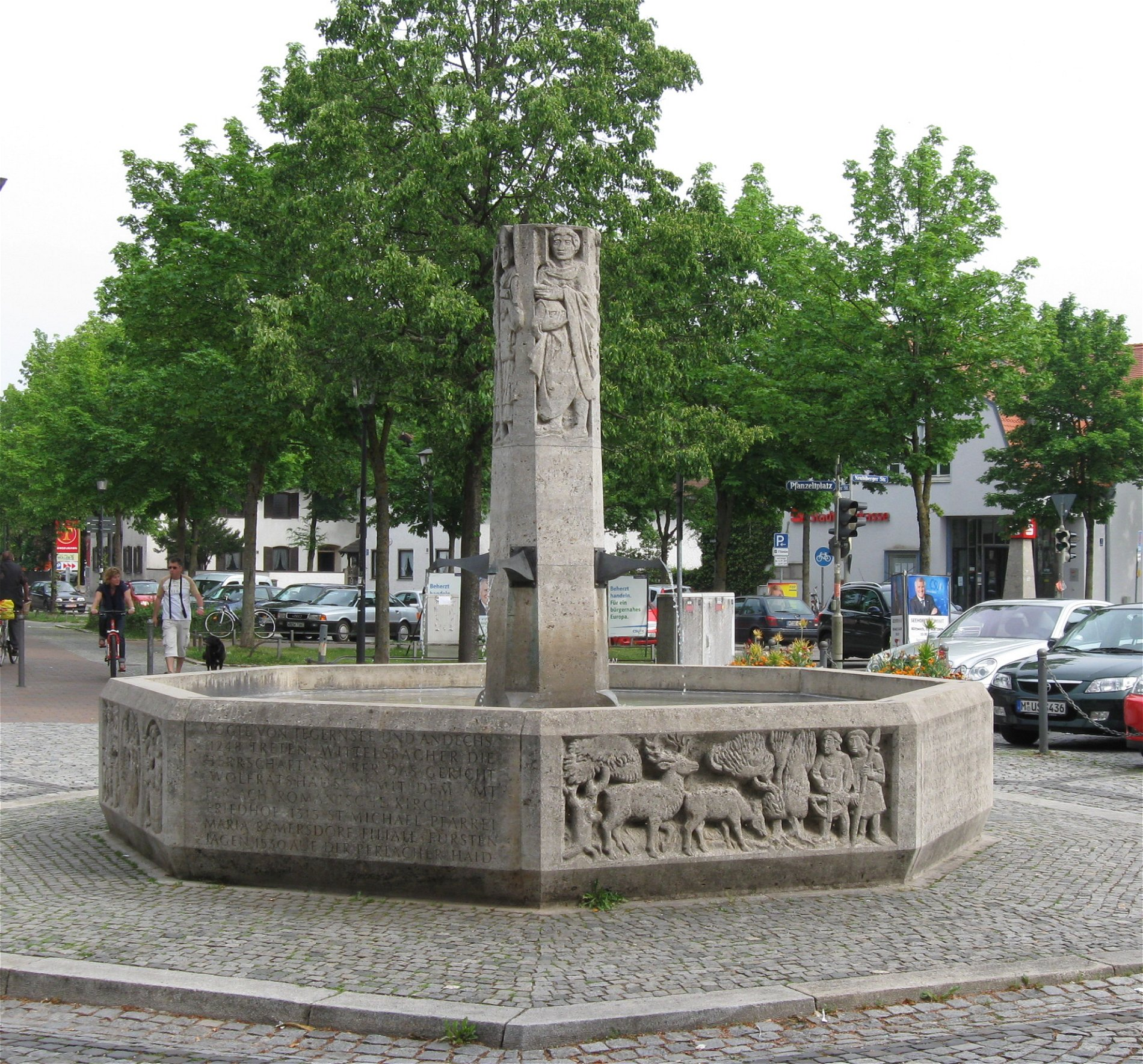
Geschichtsbrunnen

Der Pfanzeltplatz wird durchflossen vom Hachinger Bach, daneben finden sich hier u. a. die katholische Pfarrkirche St. Michael, der Maibaum, das Kriegerdenkmal, die Grundschule, seit 1991 der von Karl Oppenrieder entworfene Geschichtsbrunnen, die Gastwirtschaft Zur Post und die Metzgerei Sedlmeir. Seit der Umgestaltung 1989/90 (Landschaftsarchitekt Gottfried Hansjakob) wurde der gesamte Verkehr auf die linke Bachseite verlegt, die rechte Seite ist den Fußgängern vorbehalten.
Richtung stadteinwärts geht der Pfanzeltplatz in die Ottobrunner Straße über, in Richtung stadtauswärts in die Putzbrunner Straße, bzw. in die Sebastian-Bauer-Straße. Der Pfanzeltplatz ist öffentlich mit den Buslinien 55 sowie 139 des MVV erreichbar.
Immer samstags findet auf dem Platz ein Ökomarkt statt.